# VP7
TrueMotion VP7 è un  codec video sviluppato da On2 Technologies come successore del  VP3, VP5 e TrueMotion VP6. È un codec che supporta sia lo standard VFW sia DirectShow.  On2 Technologies afferma che ha una compressione ed un rapporto segnale/rumore migliore dei vari MPEG-4 e H.264.